# 渡辺翔太
渡辺 翔太（わたなべ しょうた、1992年〈平成4年〉11月5日 - ）は、日本のアイドル、タレント、俳優。男性アイドルグループ・Snow Manのメンバー。愛称は、しょっぴー、なべしょ、なべ。
東京都江戸川区出身。STARTO ENTERTAINMENT所属。

## 来歴
2005年6月26日、中学1年生でジャニーズ事務所に入所。母親に「買い物に付き合って」と言われてついて行った先がジャニーズ事務所のオーディション会場だった。踊るだけ踊ってその場をやり過ごして帰ろうと思っていたが、ダンスを踊ったところジャニー喜多川から「君いいよ」と言われ、思いがけず合格してしまう。
オーディション会場にいた500名のうちの3名に選ばれ、終わったその日に取材を受け、数日後から上演された少年隊主演ミュージカル、『PLAYZONE 2005 〜20th Anniversary〜Twenty Years…』に即出演。その後すぐ、同じくオーディションから数日の佐久間大介とともに、修二と彰「青春アミーゴ」のバックダンサーに選ばれPV撮影に参加する。
ジャニーズJr.内ユニット・Jr.BOYSに所属し活動。Tap Kidsのサポートメンバーにも選ばれる。先輩である山田涼介、中島裕翔の隣で活動することが多くマイクを持たせてもらえるタイミングも早かったが、Hey! Say! JUMPとしてデビューはできず、初めて自分の未来を考え始めた。
2009年にMis Snow Manのメンバーに選ばれ、2012年からSnow Manのメンバーとして活動する。
2015年、明海大学経済学部経済学科卒業。今後への不安から大学進学を決めたが、就職活動のタイミングでは「どんだけがんばっても、どんだけ努力してもデビューできなかったら何者にもなれない。“決断するなら早いほうがいいんじゃないか？”って」「ジャニーズじゃない自分を何度も想像した」と思い悩んだ。しかし同年9月、舞台『少年たち 世界の夢が…戦争を知らない子供たち』でグループとして念願の主演舞台を勝ち取り、本番直前の稽古で「YOUたち最高だよ」と涙を流して喜んだジャニー喜多川を見てこの世界で生きていく覚悟を決める。
2018年10月25日、舞台『愛と青春キップ』で初の外部出演を果たし、岩本照、阿部亮平とともにトリプル主演を務める。
結成8年目の2020年1月22日にシングル『D.D./Imitation Rain』でCDデビュー。

### デビュー以降
滝沢秀明が主演を務めた2004年の初演から20年目の節目となる2023年、『DREAM BOYS』で舞台単独初主演を務める。歴史ある舞台へのプレッシャーから堂本光一からの出演オファーを一度断るが、「他も見てみたけど、渡辺がいいんだ」と再度アプローチを受け決心した。帝国劇場の休館に向けたクロージングラインナップの一環として上演された2024年も続投。2年連続で主演を務めた。
2023年11月4日、個人の公式Instagramを開設。1日でフォロワー100万人を突破した。
2023年12月14日、女性ファッション誌『ViVi』の人気投票企画「2023年下半期 国宝級イケメンランキング」ADULT部門で1位を獲得した。
2024年1月23日、『先生さようなら』で連続ドラマ単独初主演を務める。第1話のTVerの再生回数がシンドラ枠史上初となる100万回を突破した。同年7月6日には『青島くんはいじわる』で中村アンとW主演を務め、TVer見逃し配信数でオシドラ枠歴代最高記録を樹立した
2024年10月1日、Swarovski 初となるジャパンアンバサダーに就任。「カリスマ性のあるポップアイコン」と評され、「ブランドの喜びに満ちたスピリットと価値観を完璧に体現」していることから起用された。
2024年10月17日、『この世界は1ダフル』で自身初のレギュラー番組およびGP帯バラエティ番組のMCを務める。
2024年11月11日、“時代の顔”としてムーブメントの先駆けや時代の象徴となった人・モノ・コトを表彰する『anan AWARD 2024』に選出され、大賞を受賞した。
2025年7月25日、『事故物件ゾク 恐い間取り』で映画単独初主演を務める。

## 人物
Snow Manのメインボーカルであり美容番長。塩顔。
幼少期に憧れたヒーローは木村拓哉で、七夕の短冊に「キムタクになりたい」と書いていた。小学2年生からダンスを習い始め、スイミングスクールと体操教室にも通う。中学時代はバスケ部に入部し朝練のみ参加していた。高校の卒業式が人生で一番モテたと話し、ボタン、ネクタイ、ブレザー、スクールバッグなどあげれるものは全てあげ、シャツ一枚で自宅に帰った。
5歳下の妹がいる。2022年にはつい甘やかしてしまうこと、物を買い与えてしまうことを明かしており、渡辺の妹について向井康二は「べっぴんさん」、ラウールは「しょっぴーが女装したバージョン」と話す。
小学5年生の頃に母親に連れられ病院でピアスを開けた。左耳のみ開いていたが片耳しか開いていないことにふと疑問を感じ、2021年には自分で右耳にも開けた。
Jr.時代からシナモロールに似ていると言われており、2018年のジャニーズJr.チャンネルではサンリオピューロランドでシナモロールに会いに行く企画を行った。
座右の銘は「やらない後悔よりやって後悔」。

### 性格
- 昔は尖っていたことで有名で、岩本照が入所してきたときには鏡越しにタップダンスをしながら睨みつけたり[54]、岩本とダンス対決をすることになった佐久間大介に「お前、ぶちのめしてこいよ。」と声を掛けたなど様々なエピソードがある[55]。目黒蓮からは「僕が（ジャニーズJr.として）昔、『滝沢歌舞伎』に出ていたときに、渡辺くんはすっごい怖い先輩だった」と明かされている[56]。
- マイペース[57]で少し天然[58]。ストレートな物言いや自由奔放な姿から「5歳児」「バブい」と言われ[59]、ふわふわとした言動に愛情を込めてファンからは「わたなべしょうたくん（5）」とイジられることもあるが[58]、世話焼きの一面もある[60]。
- 潔癖症であり綺麗好き[61][62]。楽屋でも他のメンバーが出したゴミを片付けたくなってしまう[62]。帰宅時はカバンの持ち手、カバンの中身を全て取り出しアルコール除菌シートで拭いている[63]。朝起きたらまずトイレ掃除から始めると言い、「“生活の乱れは心の乱れ”」と語る[64]。自宅の冷蔵庫には水しかなく、徹底した物の少なさに、目黒蓮からは落ち着かない部屋であると評されている[65]。虫が苦手[66]。
- 自他共に認める人見知りであるが[20]親友である菊池風磨からは「渡辺のところに人が自然と集まる」と言われており[67]、自身も愛され力を自負している[68]。

### 趣味・嗜好
- 趣味は美容、肌のケア[69]。
- 大のサウナ好き[70]。舞台中などハードスケジュールの中でも仕事前に行くなど空き時間を活用して通い[71][72]、2024年2月時点では週7で通うと明かしていた[70]。初サウナは高校生の頃で[71]、2023年にはSnow ManのYouTube企画でサウナ企画を行った[73]。
- 2020年から筋トレを始める。週に1,2回のジム通いで肉体を作り上げ、『Tarzan』では2度表紙を飾った[74]。風が吹いた際後ずさりをしたことに危機感を感じ、生きるために始めたと告白している[75]。
- 年中サンダルを好み、冬の北海道でもサンダルで行ったことがある。軽いもの、ナイロン素材のものが好み。「プライド持ってサンダル履いてる」と話す[76]。
- カフェによく行き、カフェラテとサラダ、フレンチフライを頼むことが多い。お酒は飲まない[77]。
- 好きな食べ物はグミ[78]、お菓子、アイス[79]、アメリカンドッグ[80]、焼き鳥[81]、お寿司[82]、冷凍の焼きおにぎり[83]。白米にインスタントラーメン『マルちゃん』のカレーうどんをぶっかけて食べる「カレーう丼」（自身が考案したレシピ）もお気に入り[84]。

### 交友関係
- 尊敬している先輩は山下智久と滝沢秀明[85]。ジャニーズJr.時代、増幅する不安から周囲や滝沢に当たり散らしたこともあったというが[17]、滝沢は怒ることなく、「俺に文句を言ってくるのはおまえくらいだぞ」と呆れた顔をしつつも笑いながら夕食に誘ってくれたという[3]。そして、「おまえは前に出て、目立っていい人なんだよ。自信持って前に出なさい」と言われた言葉をきっかけに意識が変わったことを明かしている[17]。
- Kis-My-Ft2の千賀健永とは昔から仲が良く、実家に遊びに行くほどの仲[86]。安井謙太郎と共に千賀軍団に所属している[87][88]。中学生のころから交流がありジュニア時代は週9で会う仲で、千賀が忙しい時期にはメンタルケアをしたり、自身から連絡をして家に出向き、千賀が寝ている間に洋服を掛け整理整頓をしたり、ベッドの横の床に自らが集めてきた段ボールを敷いて寝ていることもあった。千賀からは「可愛い」「後輩感がめちゃくちゃある」と言われており、自身のデビューが決まったときにはジュニア時代に面倒を見てもらった感謝を込めてロレックスの時計をプレゼントした[89]。デビュー以降も変わらず仲が良く、2023年には週2〜3の頻度で会い一緒にサウナや焼き鳥に行くことを明かしていた[90]。過去には河合郁人が主催する河合会にも入会していたが、「他の先輩とご飯に行ってはいけない」という河合会のルールを破り千賀とご飯に行ったため強制退会となった[91]。
- 宮舘涼太とは生まれた病院と通っていた幼稚園、習い事などが一緒の幼馴染で、幼稚園の時のクラス名にちなみ「ゆり組」として親しまれている[92]。交流が無い時期もあったが、宮舘がジャニーズJr.のオーディションに参加した際、オーディション生の前で見本ダンサーを務めていたのが渡辺だったことで突如再会することになった[93][94]。駆け寄ってきた宮舘に「今、そういうんじゃないから」と[92]、オーディションで選ばれるのは着飾っているヤツよりひたむきに踊るヤツだと知っていたため、「ラバーバンド外せ」とこっそりアドバイスしたというエピソードを持つ[3]。
- 深澤辰哉とはジャニーズJr. 時代から尖っていた2人であること、時に悪ノリする男友達のような関係性であることから「悪友コンビ」と呼ばれている[95]。プライベートでは年上組の深澤辰哉、佐久間大介と買い物をすることが多い[96]。
- 渡辺翔太、深澤辰哉、目黒蓮の3人トリオは、グループ内でも自由な雰囲気のあるメンバーとして3人の共通点であるB型からとった「3B」の愛称で親しまれている[59]。目黒とは加入前から親交が深く、「めめなべ」と呼ばれており[57]、正月に2人で過ごしたりとプライベートでもよく一緒にいる[97]。
- timeleszの菊池風磨[98]、SixTONESの田中樹[99]、A.B.C-Zの橋本良亮[100]と親友。橋本良亮とは実家が近いこともあり、20歳前後はお互いの家をよく行き来し、自身が不在の中実家で夕飯を食べていることもあった[3]。Hey!Say!JUMPの山田涼介とは入所当時シンメトリーで踊っていたことが多く「山ちゃん」と呼んでいる[101]。
- 指原莉乃とは高校時代の同級生[102]であり「さしこ」と呼んでいる[103]。テレビ制作会社・イーストの小宮泰也とは中学の同級生で幼馴染。2024年10月17日スタートの『この世界は1ダフル』（フジテレビ）では、MCと演出家としてタッグを組む[104]。Mattとは美容友だちで2人でご飯に行く仲[105]。Da-iCEの花村想太とはプライベートでカラオケに行き、歌を教わることもある[106]。

### メインボーカルとして
グループではメインボーカルを務め、グループの歌唱力を担保する柱となっている。
2019年の舞台『滝沢歌舞伎ZERO』のリハーサルで、自身の歌声を聴いたジャニー喜多川から「最高だよ！YOU、こんないい声してたんだね」とオーディションの時以来初めて褒められる。後ろに立っていた滝沢秀明からも「よかったね」と初めて褒めてもらい、嬉しくてトイレに駆け込みひとりになって泣いたことを"僕の中でいちばんの宝物みたいなエピソード"と語る。
歌については「"上手いな"ではなく"楽しんで歌っている"と思ってもらえることが一番大事だと思っていて、その時々の感情によって抑揚のついた歌を届けることを意識して歌っています」と語っている。

## 美容活動
5軒のクリニックを掛け持ちする美容マニアであり「ジャニーズきっての美容男子」と言われている。美容キャラを売り出すつもりはなかったが、個性が強いグループの中無個性な自分に焦りを感じ、以前からの趣味であった"美容"を武器にしようと決めた。美容を追求し続け、表紙を飾れば緊急重版、美容CMやスキンケアブランドのアンバサダーを務め美容業界で躍進。美容キャラを確立させた。

### 美容との出会い
美容に目覚めたきっかけは、美容関係の仕事をしている千賀健永の母親。千賀の実家に遊びに行った際、玄関で出迎えてくれた母親から「帰るまで付けておきなさい」といきなり小顔矯正バンドを渡され、様々な美容品を紹介してもらう。その後デパートの化粧品売り場に自ら出向いた渡辺は「こんな世界があるんだ」と、美に目覚めたと話す。
- 2021年にはヒアルロン酸を打ったり[116]、2024年2月には顔に短い糸が右と左で40本ずつ入っていることを明かしていたが[117]、2024年10月には顔に丸みをつけるのをやめ、顔に肉をつけない方向に意識を変えたことを明かした[118]。メスは入れない主義[116]。皮膚科でのメンテナンスも欠かさない[119]。
- 水は最低でも1日2リットル、毎朝青汁と飲む日焼け止めを飲み、サプリメントは朝昼晩摂取するのがルーティーン[120]。全身脱毛済み[121]。
- 施術内容を発信していく理由として、「いや、何もしていないです」というアイドルが多いことに対し「そんな訳ない。視聴者の皆さんは何をしているかが知りたいんだと思い、僕は逆に言っていこうと思った。」と語っている[87]。
- 肌のライバルはラウール。最終目標は三宅健。見た目と年齢が伴っていない、年齢を明かすとびっくりされるような人になりたいと語る[122]。

### 主な実績
2020年
- 8月19日、女性グラビア週刊誌『anan』にて年2回の美容アワード「モテコスメ大賞」特集で初の男性ソロ表紙を飾り、50年の歴史の中で同誌史上初発売前重版が決定した。その後表紙に起用されたメンズビューティ誌『FINEBOYS+plus BEAUTY』（日之出出版）でも予約注文が殺到し予定より大幅増刷された。
- 11月29日、『MAQUIA』（集英社）の「フェイス オブ ザ イヤー」では初の男性受賞者となり、『MAQUIA』2021年1月号にて同受賞者の田中みな実と初セッション。スペシャル対談を行った。

2021年
- 12月22日、『美的』（小学館）2月号 SPECIAL EDITIONにて同誌史上初の男性ソロ表紙を飾った。その後、『美的』2月号のソロ表紙に、2022年、2023年と3年連続で起用された。

2022年
- 12月20日、『美的』（小学館）が新設した、高い美意識を持って美容をポジティブに実践・発信し、支持を得た男性に贈られる「美的 ベストビューティマン賞」を受賞。その後2023年にも選ばれ、2年連続で受賞した。

2023年
- 4月18日、SBC湘南美容クリニックのCMキャラクターに抜擢され、男性向け美容医療のテレビCM単独初出演を果たす。新CM発表会では脱毛に悩む男性からの質問「教えて美容男子しょっぴー脱毛相談コーナー」を実施した。なお、2024年も続けて起用され、テレビCM「男性も、美容医療を選択する時代」と連動した電車広告が2024年8月12日から18日までJR首都圏全線で展開された。
- 8月9日、女性グラビア週刊誌『anan』 にて最大部数を誇る名物企画「愛とSEX」特集で表紙を飾った。
- 8月17日、ALBION「FLARUNE」のアンバサダーに就任。2シーズン目として2024年3月にも起用され、渡辺との初コラボ商品として「フラルネ リップバー S」が4月1日に発売された。2025年4月1日には第2弾として前作よりもさらに保湿成分が配合された「フラルネ リップバー SP」が発売された。

2024年
- 2月17日、『美ST』4月号の増刊Special Edition版・特別限定版の表紙を飾り、『美ST』史上7度目となる緊急増刷が決定。表紙ビジュアルが解禁される前に増刷が決定するという異例の対応となった。
- 5月23日、“目覚めてすぐキスできる”をキャッチコピーに掲げる歯磨き粉ブランド「デンティス（DENTISTE）」のアンバサダーに起用され、“キスの日”である同日にアンバサダー就任＆新ウェブCM発表会を開催した。美容男子として広く知られていること、「美しい歯を見せて笑う笑顔が印象的だった」という理由から起用に至った。

## 受賞歴
2020年
- MAQUIA フェイス オブ ザ イヤー 2020

2022年
- 美的 ベストビューティマン賞 2022

2023年
- ViVi「2023年下半期 国宝級イケメンランキング」ADULT部門1位
- 美的 ベストビューティマン賞 2023

2024年
- anan AWARD 2024 大賞

## 出演
グループでの出演はJr.BOYS、Tap Kids、Mis Snow Man#出演、Snow Man#出演を参照。個人での出演のみ記載
※主演作品は太字表記

### テレビドラマ
- Piece（2012年10月6日 - 12月29日、日本テレビ） - 松浦友紀 役[139]
- BAD BOYS J（2013年4月7日 - 6月23日、日本テレビ） - 中村寿雄 役[140]
- 近キョリ恋愛〜Season Zero〜（2014年7月20日 - 10月12日、日本テレビ） - 滝沢恭一郎 役[141]
- 簡単なお仕事です。に応募してみた（2019年7月23日 - 9月24日、日本テレビ） - 主演・柳圭一/トリハダ 役（岩本照、ラウール、目黒蓮とカルテット主演）[142]
- 監察医 朝顔 第8話（2019年9月2日、フジテレビ） - 山本達哉 役[143]
- 頭取 野崎修平（2020年1月19日 - 2月16日、WOWOW） - 富永真 役[144]
- オールドルーキー 第8話・第9話（2022年8月21日・28日、TBSテレビ） - 麻生健次郎 役[145][146]
- 世にも奇妙な物語'22 秋の特別編「ちょっと待った!」（2022年11月12日、フジテレビ） - 主演・広川悟 役[147]
- ウソ婚（2023年7月11日 - 9月26日、関西テレビ・フジテレビ） - 進藤将暉 役[148][149]
- 先生さようなら（2024年1月23日 - 3月26日、日本テレビ） - 主演・田邑拓郎 役[29][30]
- 青島くんはいじわる（2024年7月6日 - 9月14日、テレビ朝日） - 主演・青島瑞樹 役（中村アンとダブル主演）[32]
- なんで私が神説教（2025年4月12日 - 6月14日、日本テレビ） - 浦見光 役[150][151]

### 配信ドラマ
- なんで私が神説教 オリジナルストーリー『なんで私まで神説教!?』第1話「浦見光の神説教」（2025年6月7日、Hulu） - 主演・浦見光 役[152]

### テレビ番組
- ガムシャラ!（2014年11月8日 - 2015年12月19日、テレビ朝日）[153][154]
- この世界は1ダフル（2024年5月3日・10月17日 - 、フジテレビ） - 東野幸治とMC[155][注釈 1]

### 配信番組
- 青島くんはいじわる オリジナルコンテンツ『もっと青島くんはいじわる』（2024年7月6日 - 9月7日、TELASA）[157][158]
- 3年C組 指原×翔太（2025年4月17日、全4回 Amazon Prime Video） - 指原莉乃とMC[159]

### 映画
- HOT SNOW（2011年7月9日公開、メディアプルポ） - 主演・清水渉 役（Mis Snow Manとして主演）[160]
- 劇場版 私立バカレア高校（2012年10月13日公開、ショウゲート） - 丹後大輝 役[161]
- 劇場版 BAD BOYS J -最後に守るもの-（2013年11月9日公開、ショウゲート） - 中村寿雄 役[162]
- ラスト・ホールド!（2018年5月12日公開、松竹） - 桃田渉 役[163]
- 映画 少年たち（2019年3月29日公開、松竹） - リョウ 役[164]
- おそ松さん（2022年3月25日公開、東宝） - 主演・エンド 役（Snow Manとして主演）[165]
- 事故物件ゾク 恐い間取り（2025年7月25日公開、松竹） - 主演・桑田ヤヒロ 役[38]

### 舞台
- PLAYZONE
  - PLAYZONE 2005 〜20th Anniversary〜Twenty Years…（2005年）[12]
  - PLAYZONE FINAL 1986-2008 SHOW TIME Hit Series Change（2008年7月6日 - 8月8日、青山劇場）[166]
- SUMMARY
  - Johnnys Theater"SダUイMジMェAスRトY2005"（2005年7月26日 - 9月4日、品川アクアスタジアム内 Johnnys Theater(ステラボール)）[167]
  - SUMMARY 2008（2008年8月2日 - 9月5日、お台場青海J地区特設会場Johnnys Theater）[166]
- DREAM BOYS
  - KAT-TUN vs 関ジャニ∞ Musical Dream Boys（2006年1月3日 - 29日、帝国劇場）[168]
  - DREAM BOYS（2008年3月4日 - 30日、帝国劇場）[166]
  - DREAM BOYS（2023年9月9日 - 28日、帝国劇場） - 主演・ショウタ 役[22][169]
  - DREAM BOYS（2024年10月9日 - 29日、帝国劇場） - 主演・ショウタ 役[170][171]
- 滝沢演舞城
  - 滝沢演舞城（2006年3月7日 - 4月25日、新橋演舞場）[168]
  - 滝沢演舞城 2007（2007年7月3日 - 29日、新橋演舞場）[172]
- 愛と青春キップ（2018年10月25日 - 11月11日、オルタナティブシアター / 11月17日・18日、京都劇場） - 主演・小笠原優 役（岩本照、阿部亮平とトリプル主演）[20][173]

### コンサート
- you達の音楽大運動会（2006年9月30日 - 10月1日、国立代々木第一体育館）[168]
- 2007年謹賀新年あけましておめでとう ジャニーズJr.大集合 日本武道館 5日間公演（2007年1月2日 - 7日、日本武道館）[172]
- JOHNNYS' Jr. Hey Say 07 in YOKOHAMA ARENA（2007年9月23日・24日、横浜アリーナ）[172]
- JOHNNYS' Worldの感謝祭 in 東京ドーム（2013年3月16日 - 17日、東京ドーム）[174]
- 緊急生配信!! Johnny's World Happy LIVE with YOU Jr.祭り 〜Wash Your Hands〜（2020年8月26日、配信ライブ） - ゲスト出演[175]

### イベント
- SWAROVSKI-MASTERS OF LIGHT オープニングレセプション（2024年6月16日〈現地時刻〉、イタリア・ミラノ パラッツォ・チッテリオ）[176][177]
- バンコク日本博 2024（2024年8月30日、タイ） - スペシャルプレゼンターとして向井康二とサプライズ出演[178]

### CM・広告
- モスバーガー - ラウールと共演
  - 「モスのスパイスサマー」CMキャラクター（2021年7月15日 - ）[179]
  - 2022年年間イメージキャラクター（2022年3月24日 - ）[180]
  - 2023年年間イメージキャラクター（2023年5月24日 - ）[181]
- SBC湘南美容クリニック CMキャラクター（2023年4月22日 - ）[129][131]
  - 「湘南美容クリニック」アンバサダー（2025年7月18日 - ）[182]
- ALBION
  - 「FLARUNE」アンバサダー（2023年8月18日 - ）[183][134]
  - 「薬用スキンコンディショナー エッセンシャル N」アンバサダー（2025年5月1日 - ）[184]
- リベルタ 恋するハミガキ「デンティス」アンバサダー（2024年5月23日 - ）[185][186]
  - 東京タワー天の川イルミネーション supported by デンティス コラボレーションイベント 広告（2025年6月12日 - 9月23日、東京タワー）[187][188]
  - 映画『事故物件ゾク 恐い間取り』×デンティス「ゾクゾクorドキドキ あなたはどっち派? キャンペーン」（2025年7月11日 - 17日）[189][190]
- 大阪王将「冷凍餃子シリーズ」イメージキャラクター（2024年9月12日 - ） - 深澤辰哉と共演[191]
- Swarovski ジャパンアンバサダー（2024年10月1日 - ）[35]
- 任天堂 Nintendo Switch 2「マリオカート ワールド」（2025年5月15日 - ） - 深澤辰哉、ラウール、目黒蓮と共演[192]

### PV
- 修二と彰 ｢青春アミーゴ｣（2005）[13][193]

## 作品

### ソロ曲
| 曲名             | リンク     | 作詞          | 作曲                   | JASRAC 作品コード | 名義 | 収録                                         |
| ---------------- | ---------- | ------------- | ---------------------- | ----------------- | ---- | -------------------------------------------- |
| オトノナルホウへ | [ 動画 1 ] | 坂室賢一 MiNE | MiNE 坂室賢一 佐原康太 |                   |      | アルバム『THE BEST 2020-2025』〈通常盤〉収録 |

### ユニット曲
| 曲名           | リンク     | 作詞            | 作曲            | 振付 | JASRAC 作品コード | メンバー                   | 収録                                     |
| -------------- | ---------- | --------------- | --------------- | ---- | ----------------- | -------------------------- | ---------------------------------------- |
| 360ｍ          | [ 動画 2 ] | Nobuhiro Tahara | Nobuhiro Tahara |      | 265-8490-5        | 渡辺翔太&阿部亮平&目黒蓮   | アルバム『Snow Mania S1』〈初回盤B〉収録 |
| ガラライキュ！ | [ 動画 3 ] | Nobuhiro Tahara | Nobuhiro Tahara |      | 275-7545-4        | 深澤辰哉&ラウール&渡辺翔太 | アルバム『Snow Labo. S2』〈初回盤B〉収録 |
| Two            | [ 動画 4 ] | Nobuhiro Tahara | Nobuhiro Tahara |      | 284-0094-1        | 渡辺翔太&目黒蓮            | アルバム『i DO ME』〈通常盤〉収録        |
| 星のうた       |            | Nobuhiro Tahara | Nobuhiro Tahara |      | 309-0208-8        | 渡辺翔太&向井康二          | アルバム 『RAYS』〈初回盤B〉収録         |